# 菅野永岑
菅野 永岑（すがの の ながみね、生没年不詳）は、平安時代初期の貴族。参議・菅野真道の子。官位は従五位上・主殿頭。

## 経歴
淳和朝末の天長8年（831年）従五位下に叙爵する。
承和4年（837年）かつて父の菅野真道が桓武天皇に奉るために建立した山城国愛宕郡八坂郷にある八坂東院と呼ばれていた道場一院について、永岑は院の周囲を寺地と定め別院として僧侶1名を置き長く桓武天皇の護持に当たらせることを望み、許されている。主殿頭と斎院長官を務める一方、承和6年（839年）豊前守、承和7年（840年）伊予介と仁明朝半ばには西国の地方官も兼ねた。承和8年（841年）従五位上に至る。

## 官歴
『六国史』による。
- 時期不詳：正六位上
- 天長8年（831年） 正月4日：従五位下
- 時期不詳：主殿頭。斎院長官
- 承和6年（839年） 正月11日：兼豊前守、主殿頭齋院長官如故
- 承和7年（840年） 正月30日：兼伊予介、主殿頭如故
- 承和8年（841年） 11月20日：従五位上